# Mibtel
Il MIBtel era l'indice principale della Borsa italiana in quanto “riassumeva” tutte le azioni quotate su MTA e MTAX, compresi MIB30 e Midex. Questo veniva ricalcolato ogni minuto durante la fase di negoziazione continua sulla base dei prezzi degli ultimi contratti conclusi su ciascuna azione componente il paniere. La base dell'indice era stabilita in 10.000 punti e relativa al 3 gennaio 1994.
Il Mibtel era un indice di prezzo, quindi come si diceva sopra, che non teneva conto dello stacco di dividendi o di eventuali frutti periodici pagati dalle società che lo componevano.
Al termine della seduta veniva anche calcolato in versione total return, tenendo conto dell'effetto del reinvestimento dei dividendi delle società in esso rappresentate; in questo caso era contrassegnato dal suffisso TR
Dal 2009 è stato sostituito dal FTSE Italia All-Share